# Articulación incudomaleolar
En anatomía, se designa con el nombre de articulación incudomaleolar a una pequeña articulación situada en el oído medio que conecta la cabeza del martillo con el cuerpo del yunque. Tiene la función de transmitir las vibraciones que procedentes del tímpano circulan a través de la cadena de huesecillos del oído medio para finalmente ser percibidas como sonido, su movilidad es sin embargo muy limitada.

La falta de función de esta articulación puede provocar pérdida de la capacidad de audición que se incluye dentro de las hipoacusias de transmisión. Las causas pueden ser diversas, congénitas o adquiridas, entre estas última los procesos inflamatorios crónicos que afectan al oído medio (otitis media) y provocan perdida de movilidad de la articulación (anquilosis) por degeneración y calcificación de los ligamentos que la sustentan. En estos casos la articulación fija y carente de movilidad no es capaz de transmitir las vibraciones procedentes del tímpano y se produce sordera de intensidad variable, dependiendo del grado de afectación.